# Station Karangantu
Station Karangantu is een spoorwegstation in Karangantu in de Indonesische provincie Banten.

## Bestemmingen
- Lokal Merak naar Station Rangkasbitung en Station Merak